# Dusona veraepacis
Dusona veraepacis är en stekelart som först beskrevs av Cameron 1886.  Dusona veraepacis ingår i släktet Dusona och familjen brokparasitsteklar. Inga underarter finns listade i Catalogue of Life.